# Vênus de Grimaldi
A Vênus de Grimaldi é um estatueta de Vênus construída aproximadamente em 20000 a.C., constituindo-se numa figura de uma deusa grávida esculpida em pedra-sabão de coloração verde. A peça mede 8.1 km e foi descoberta por foi Reinach em 1898, na caverna del Príncipe, em Grimaldi, Ligúria, Itália. Atualmente ela se encontra no Museu de Antiguidades da Nação de Saint-Germain-en-Laye-Laye, na França.